# Луций Юний Силан Торкват
Лу́ций Ю́ний Сила́н Торква́т (лат. Lucius Iunius Silanus Torquatus; убит в 65 году, Бари, Римская империя) — римский аристократ из плебейского рода Юниев, принадлежавший к династии Юлиев-Клавдиев.

## Биография
Луций Юний принадлежал к знатному плебейскому роду Юниев. По данным Тацита, он приходился племянником Дециму Юнию Силану Торквату, а значит, был сыном Марка Юния Силана, консула 46 года (второй брат Децима, Луций, умер неженатым). По женской линии был прямым потомком Октавиана Августа и, таким образом, родственником императоров из династии Юлиев-Клавдиев.
Луций Юний воспитывался своей тёткой Юнией Лепидой и её вторым мужем Гаем Кассием Лонгином. Это воспитание и знатность возбуждали в нём, по словам Тацита, «чаяния высокого жребия». Тацит пишет, что в 65 году заговорщик Гай Кальпурний Пизон опасался, как бы Силан Торкват в случае убийства Нерона не захватил власть. В 60 году Луций стал членом жреческой коллегии салиев.
В 65 году Нерон выдвинул против Силана Токвата обвинения — те же, которые прежде выдвигались против его дяди Децима: якобы тот уже разделил между своими вольноотпущенниками обязанности по управлению государством. Силан был приговорён к ссылке и заточён в Бари, но вскоре к нему отправили центуриона со смертным приговором. Силан отказался покончить с собой и оборонялся голыми руками, пока не был убит.
В правление императора Нервы (96—98) на форуме была установлена статуя Луция Юния.